# Nordahl Grieg
Johan Nordahl Brun Grieg, conocido como Nordahl Grieg, (1 de noviembre de 1902 – 2 de diciembre de 1943) fue un poeta, novelista, dramaturgo, periodista y activista político noruego. Presidente de la organización política "Amigos de la Unión Soviética" en Noruega entre 1935-1940, participó en la Segunda Guerra Mundial como corresponsal de guerra, y murió durante una misión de bombardeo en Berlín.

## Primeros años
Johan Nordahl Brun Grieg nació en Bergen, Noruega, hijo de Helga née Vollan y de Peter Grieg (emparentado lejanamente con el compositor Edvard Grieg y hermano del editor noruego Harald Grieg), que anteriormente estuvo casado con la actriz Gerd Egede-Nissen.
Durante su periodo de formación en la Universidad del rey Federico (actualmente Universidad de Oslo), viajó con frecuencia al extranjero. Al recibir la Beca de Noruega de 1924, Grieg pasó un año en Universidad de Wadham, en Oxford, Inglaterra, estudiando historia y literatura.

## Carrera

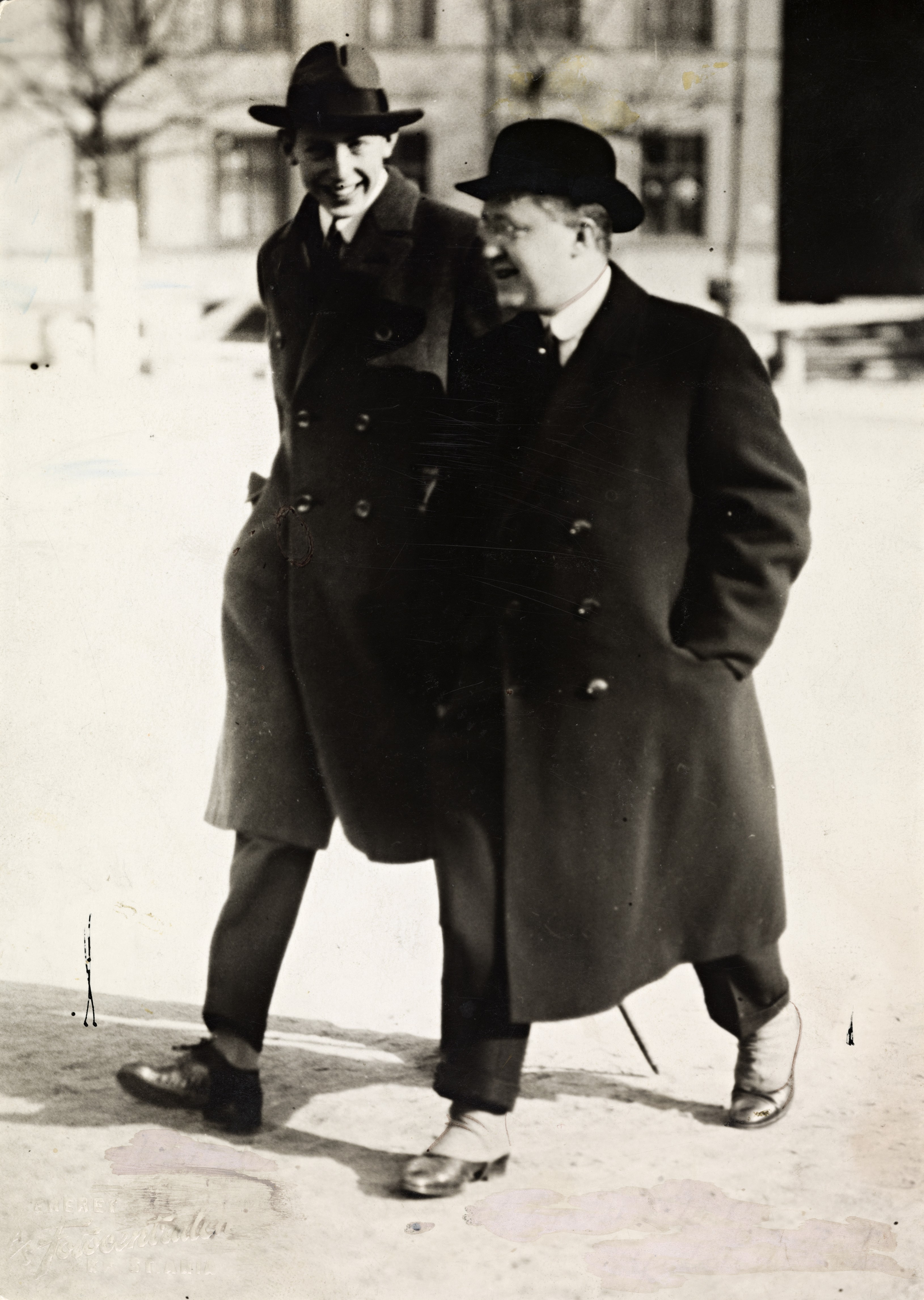
Nordahl Grieg con su hermano, Harald, en 1922

### Poeta y periodista
Grieg publicó en 1922 su primer libro de poesía Omkring Kap det gode Haab (Alrededor del Cabo de Buena Esperanza), basado en sus experiencias como marinero mercante. Su obra El barco sigue sin rumbo, sirvió de inspiración a la novela Ultramarina de Malcolm Lowry, futuro autor de Bajo el volcán. Lowry llegó a embarcarse rumbo a Noruega para conocer a Grieg. Tras su entrevista, a su vuelta al Reino Unido, empezó a escribir En lastre hacia el mar blanco. En 1927 trabajó como corresponsal en China, durante la guerra civil entre el Kuomintang y los Comunistas. Aquel mismo año escribió En ung manns Kjaerlighet (El amor de un hombre joven) y Barabbas, una moderna interpretación revolucionaria del Barrabás del Nuevo Testamento. También publicó en 1929 el poemario Norge me våre hjerter (Noruega en nuestro corazón), en el ámbito de la poesía de denuncia social.

### Comunismo
Tras ingresar en el Partido Comunista de Noruega, vivió entre 1933-35 en la Unión Soviética, donde fue invitado oficialmente a estudiar las técnicas de escenografía y cine soviético. A su regreso a Noruega, ocupó la presidencia de la asociación de Amigos de la Unión Soviética. En 1937, escribió en defensa de los Juicios de Moscú, enfrentándose a otros autores noruegos más críticos con aquel proceso. Su novela Ung må verden ennu være (Joven debe seguir siendo el mundo) fue también una defensa de Stalin y de los Juicios de Moscú. Así mismo, criticó a los partidarios de León Trotski, que vivieron en Noruega durante los años 1937-39.
Su obra de 1935 Vår ære og vår makt (Nuestro honor y nuestra gloria) representa la vida de los marineros noruegos durante la I Guerra Mundial (Noruega se mantuvo neutral y negoció con ambos lados). La obra fue un ataque a la industria del transporte marítimo por la explotación de los marineros. Desde 1936 a 1937, Grieg publicó la revista Veien Frem, que inicialmente tuvo éxito atrayendo a los escritores más prominentes, pero como la revista adoptó una cada vez más posición estalinista en relación con los Juicios de Moscú, la mayoría de los escritores cortaron los lazos con él y dejó de publicarse finalmente.

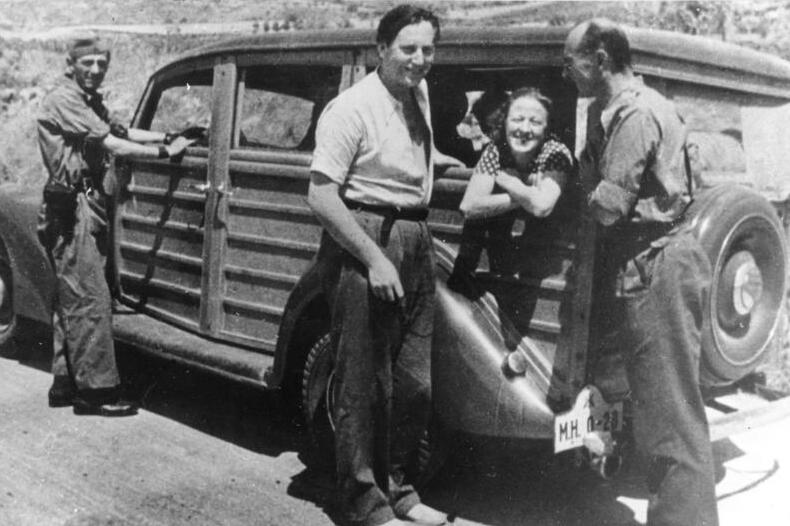
Grieg como corresponsal de guerra en España en 1937, con Gerda Grepp y Ludwig Renn

Su obra dramática de 1937 Nederlaget (La derrota) fue sobre la Comuna de París. La guerra civil española fue el tema de Spansk sommer (Verano español, 1937), y en parte también de Ung må verden ennu være, cuya trama se mueve entre España y la Unión Soviética. Las guerras también inspiraron el poema de 1936 Til ungdommen (Para la juventud), uno de sus trabajos más conocidos, lo musicalizó en 1952 el compositor danés Otto Mortensen, interpretandose numerosas veces.

## Segunda Guerra Mundial
El estallido de la Segunda Guerra Mundial, y especialmente la invasión alemana y la ocupación de Noruega, llevó a Grieg a oponerse a las políticas de Stalin. En 1939, la Unión Soviética firmó el Pacto Mólotov–Ribbentrop con la Alemania Nazi y, hasta la invasión Nazi de 1941, instruyó a los comunistas de todo el mundo a considerar la guerra como "Imperialista" y en la que no debían tomar parte. Grieg fue un acérrimo antinazi en Noruega, así como un patriota, comprometiéndose en 1940 en la lucha contra la ocupación Nazi. En el invierno de 1939-40, Grieg sirvió en el Ejército noruego en Finnmark en la guardia neutral durante la Guerra de Invierno ruso-finesa. En 1940, después de servir durante la Campaña de Noruega en contra de los alemanes, escapó al Reino Unido a bordo de la misma nave que llevó a la familia real noruega y los las reservas nacionales de oro.

### Corresponsal de guerra
Una vez en Gran Bretaña, Grieg sirve al gobierno noruego en el exilio, y participa en la realización de programas de radio patrióticos. Fue comisionado en las Fuerzas Armadas de Noruega y se desempeñó como corresponsal de guerra. Su trabajo implicó la visita y presentación de informes sobre unidades noruegas alrededor de Gran Bretaña. Se reunió con los militares noruegos de servicio en Islandia y otros puestos remotos. En el verano de 1942 Grieg pasó varias semanas en la isla noruega de Jan Mayen en el Océano Atlántico, escribiendo el poema Øya me Ishavet (La Isla en el Mar de Hielo). Como otros corresponsales de guerra se unió a las misiones operativas sobre la Europa ocupada. En el curso de una de ellas perdió la vida, llevando el rango de capitán.

### Misión final

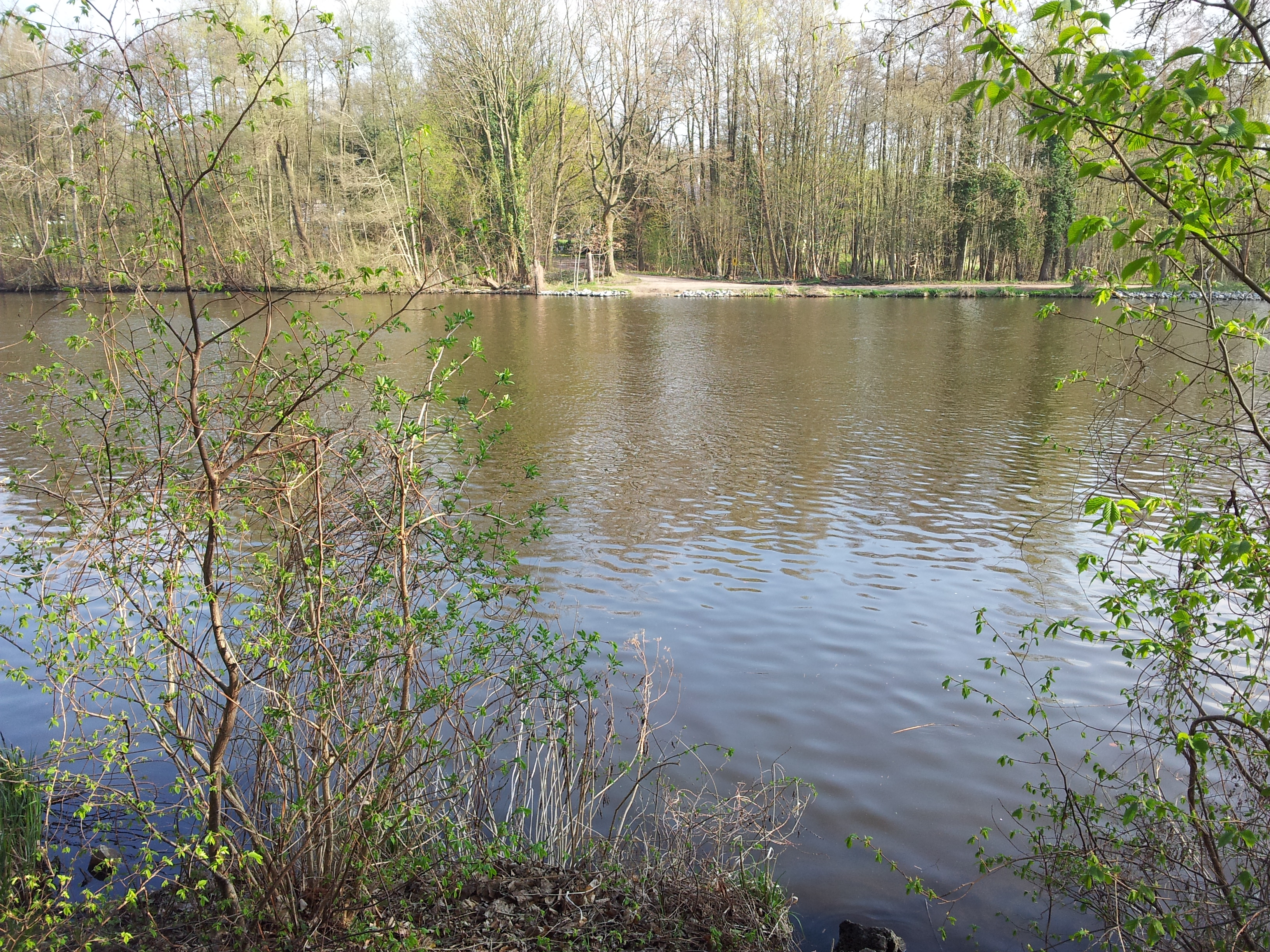
Sitio del accidente del LM316 en Kleinmachnow al sur de Berlín.

En la noche del 2 al 3 de diciembre de 1943, Grieg fue uno de los varios observadores asignados para un ataque aéreo aliado sobre Berlín. Estaba asignado al Escuadrón 460 de la Real Fuerza Aérea Australiana (RAAF), con base en la RAF Binbrook. Grieg se unió a la tripulación de un Lancaster Mk.III (número de serie LM316, código de escuadrón "AR-H2") capitaneado por el oficial de vuelo A. R. Mitchell, RAAF. Berlín era la capital de Alemania y estaba muy bien defendida. situada en la zona oriental del país, requerían de equipos de prueba para determinar los límites de su suministro de combustible y de su propia resistencia. 
El largo viaje les llevó dentro de los rangos de alcance de  muchos cazas nocturnos. El escuadrón 460 perdió cinco cazas esa noche. Uno de ellos fue el LM316. 37 aviadores estuvieron a bordo de estos aviones, pero solo ocho sobrevivieron. Pasaron el resto de la guerra en un campo de prisioneros. Ninguno de los ocho sobrevivientes eran tripulantes del LM316. Además de Grieg, los siete miembros de la tripulación (cuatro australianos y tres británicos) murieron en el accidente. Grieg no fue el único corresponsal derribado esa noche, ni el único noruego.

## Reconocimientos
En 1945, una colección de sus poemas de guerra, Friheten (La libertad) fue publicado y sigue siendo un superventas de poesía noruega. En 1957, una estatua de Grieg realizada por Roar Bjorg fue presentada en Den Nationale Scene en Bergen. En 1990, el musical Nordahl Grieg me våre hjerter (Nordahl Grieg en nuestros corazones), escrito por Erling Gjelsvik con la música de Knut Skodvin debutó en Bergen.

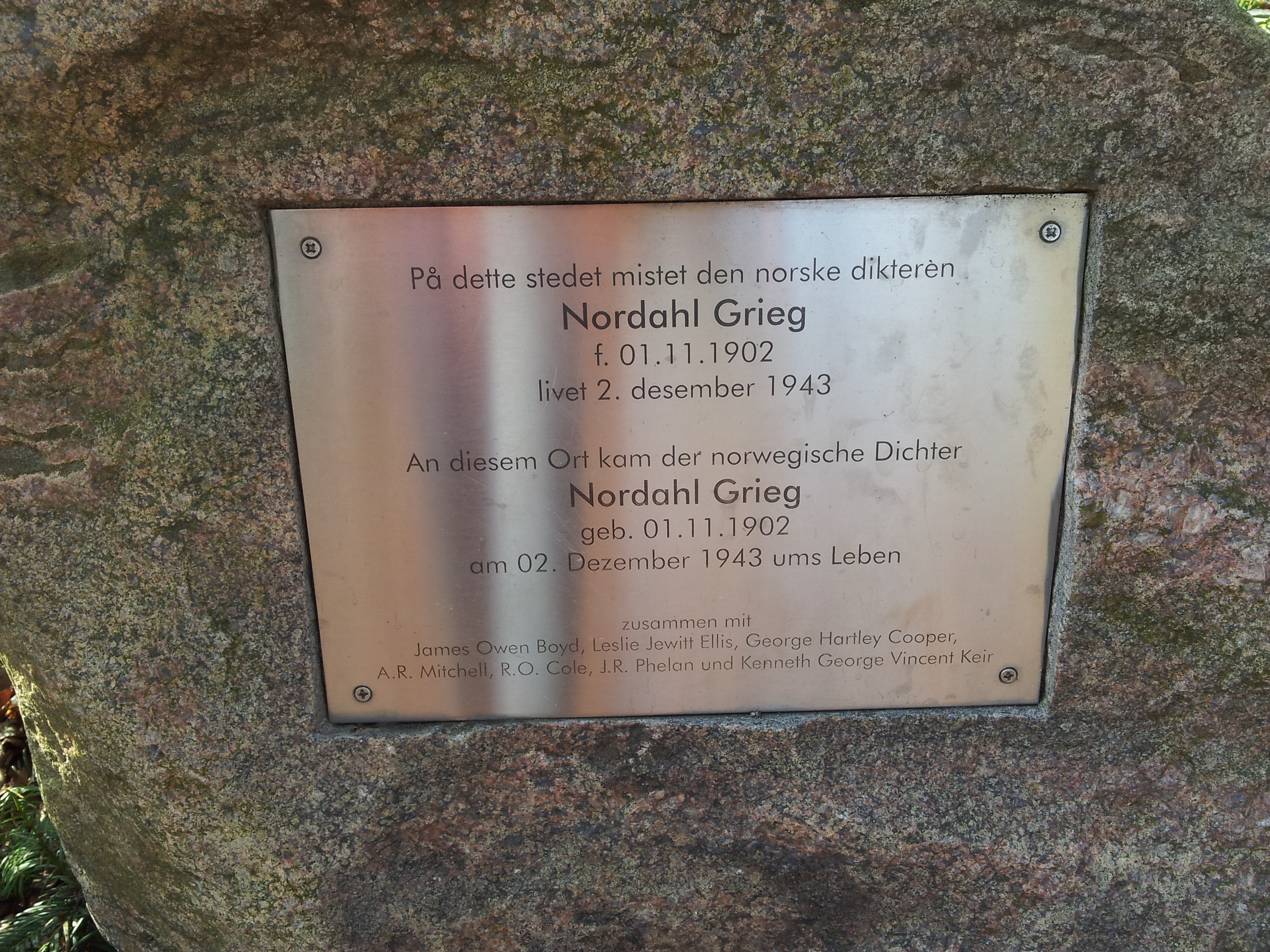
Placa conmemorativa a Nordahl Grieg en Kleinmachnow, Brandeburgo, Alemania, construida al lado del sitio donde su avión se estrelló durante una misión de bombardeo al sur de Berlín.

En noviembre de 2003, un monumento de piedra fue presentado en el sitio (52°23′51″N 13°12′58″E / 52.39750, 13.21611) donde Nordahl Grieg murió en Kleinmachnow. En 2010, fue inaugurada una escuela secundaria con su nombre Nordahl Grieg videregående skole (Nordahl Grieg de la Escuela secundaria) en el barrio de Rådal en Bergen.
Graham Greene dejó noticia de la vida de Grieg en su obra autobiográfica de 1980 Ways to Escape. Al parecer, se conocieron cuando Grieg apareció sin previo aviso en la casa de Greene en Chipping Campden, en 1931.
Confusión y desinformación han rodeado la existencia de la tumba de Grieg. En la década del 2000, se creía que la tumba estaba ubicada debajo de una carretera entre Potsdam y Berlín. Una nueva teoría surgió en 2013, cuando el periodista Asbjørn Svarstad declaró que él creía que Grieg había sido enterrado en Berlín en 1944 y luego sus restos habrían sido exhumados y enterrados de nuevo en el Cementerio de Guerra de Berlín de la Comisión de Tumbas de la Commonwealth en Heerstraße en 1949. En respuesta a la nueva información, el líder del Partido de Socialista de Izquierda, Audun Lysbakken, declaró que Grieg debía ser exhumado y enterrado de nuevo en Bergen, Noruega.

## Obras seleccionadas
- Rundt Kap det gode Håp, 1922 - Around the Cape of Good Hope
- Skibet gaar videre, 1924 - The Ship Sails On
- Stene i strømmen, 1925 - Stone in the stream
- Kinesiske dage, 1927 - Chinese Day
- En ung manns Kjærlighet, 1927 - A Young Man's Love
- Barabbas, 1927
- Norge i våre hjerter, 1929 - Norway in our hearts
- Atlanterhavet, 1932 - The Atlantic
- De unge døde, 1932 - The youth died
- Vår ære og vår makt, 1935 - Our Honor and Our Glory
- Men imorgen, 1936 - But Tomorrow
- Nederlaget, 1937 - The Defeat
- Til Ungdommen (Kringsatt av Fiender), 1936 - For the Youth
- Spansk sommer, 1938 - Spanish Summer
- Ung må verden ennu være, 1938 - May the World Stay Young
- Øya i Ishavet, 1942 - The Island in the Ice Sea
- Friheten, 1945 - Freedom
- Flagget, 1945 - The Flag
- Håbet, 1946 - Hope